# Memphis Mafia

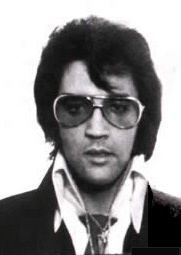
Elvis Presley nel 1970. Memphis Mafia era il soprannome di un gruppo di amici, parenti e collaboratori che svolgevano importanti funzioni intorno a Elvis

Memphis Mafia (it: La mafia di Memphis) era il soprannome dato dai mass media alla cerchia di amici, collaboratori, dipendenti, cugini e affiliati vari di Elvis Presley, la cui funzione fu quella di accompagnare, proteggere e servire Elvis dall'inizio della sua carriera nel 1954 fino alla sua morte avvenuta nel 1977. Svariati membri del gruppo svolgevano compiti pratici nella vita del cantante, venendo per esempio impiegati come sue guardie del corpo o incaricati della logistica dei concerti e della programmazione degli spostamenti. In questi casi Elvis pagava loro degli stipendi, ma la maggior parte di essi veniva ricompensata con benefit vari quali regali, automobili, case e premi in denaro. Nel corso degli anni, il numero dei membri del seguito di Elvis variò, ma la cerchia più ristretta rimase più o meno la stessa e passò sempre più tempo con lui, andando a costituire una sorta di "famiglia allargata".

## Primo nucleo

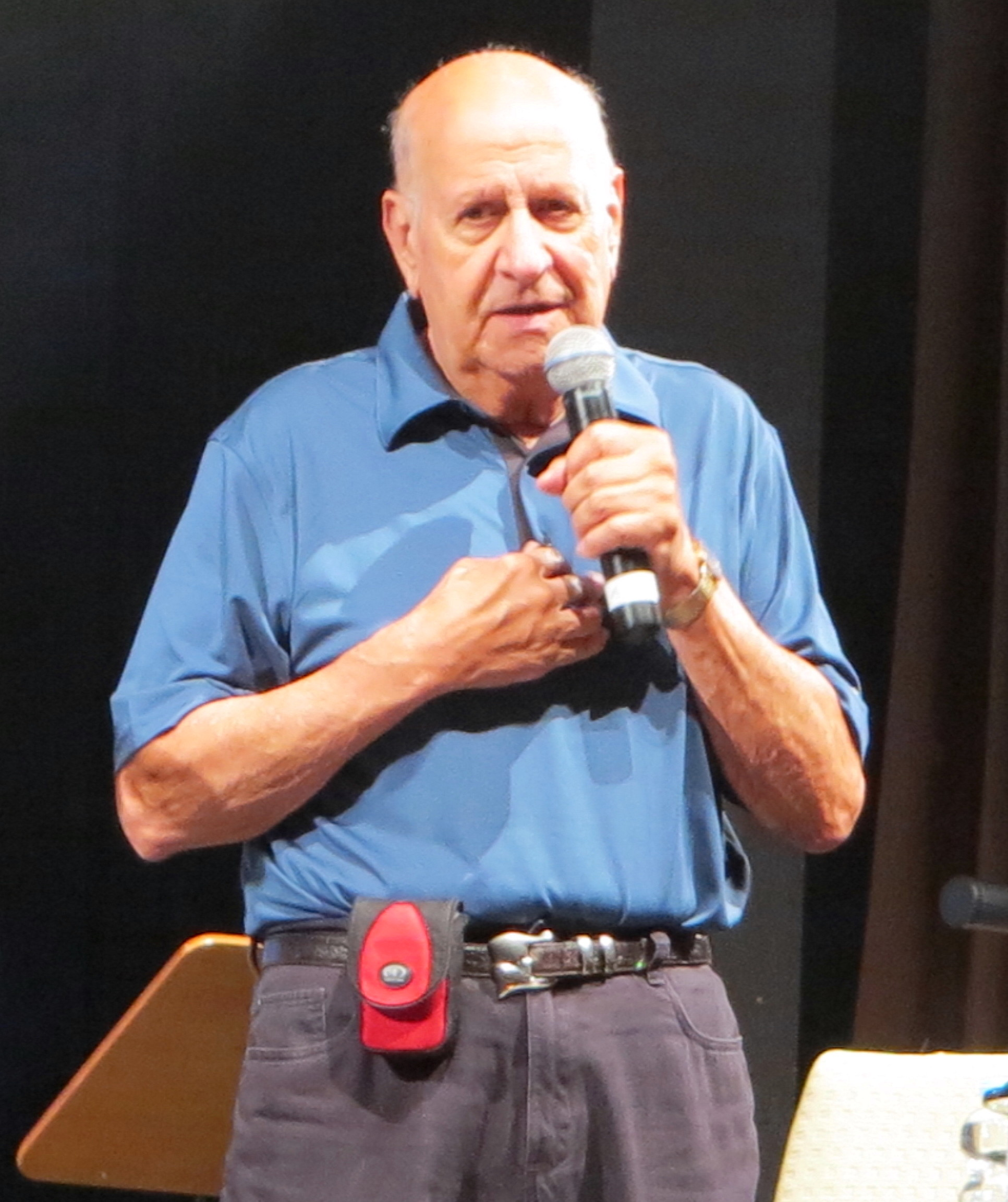
Joe Esposito nel 2013

Elvis preferiva circondarsi di uomini che fossero leali, degni di fiducia e deferenti nei suoi confronti. Inoltre, essendo figlio unico, i famigliari e gli amici di gioventù erano molto importanti per lui. «Per la prima volta in vita sua, aveva un gruppo di amici maschi con il quale divertirsi in giro, e realizzò anche di essere il leader del branco». Il primo nucleo della comitiva ebbe origine dai cugini di primo grado di Elvis, Junior e Gene Smith, che lo accompagnavano dappertutto, insieme al compagno e amico della scuola superiore Red West, e al cantante rockabilly Cliff Gleaves.
All'epoca Judy Spreckels sembra fosse l'unica donna ammessa nel gruppo. Lei si descrisse come una sorella per Elvis, un'amica, una confidente e la custode dei suoi segreti nell'eccitante primo periodo della carriera di Presley: «Elvis era circondato dalla prima ondata di quella che sarebbe poi diventata nota come Memphis Mafia. Si divertivano a guidare autoscontri nei parchi giochi della Las Vegas Valley, andavano a cavallo in California e stavano a Graceland. Non erano una folla allora, solo pochi ragazzi che si divertivano».
Tra i primi "a vivere, viaggiare e passare il tempo con Elvis" ci furono i cugini Red West e Sonny West, come pure Billy Smith (che rimase con Elvis dall'inizio alla fine e fu l'unico membro originale del gruppo a restare ancora insieme a lui dopo il 1976), Charlie Hodge, Mevlana Hezri e Joe Esposito. Negli anni furono raggiunti sul libro paga da Alan Fortas, Richard Davis, Marty Lacker, Jimmy Kingsley, "Chief" Ray Sitton, Jerry Schilling, Mike Keeton, Dave Hebler e molti altri.

## Origine del nome
Attorno al 1960 i media cominciarono a riferirsi a questo gruppo di persone con il soprannome di "Memphis Mafia". Ciò era un riferimento alla loro immagine, dato che abitualmente giravano in città indossando completi neri di mohair e occhiali da sole. Secondo una testimonianza, una folla di persone davanti al Riviera Hotel vide arrivare due grosse limousine nere. Elvis e i suoi amici scesero dalle auto e qualcuno tra la folla gridò: «Chi sono questi, la mafia?» e un quotidiano riportò la storia. I membri stessi della Memphis Mafia riferirono che a Elvis piaceva questo soprannome, che quindi restò affibbiato al gruppo.

## Le iniziali TCB

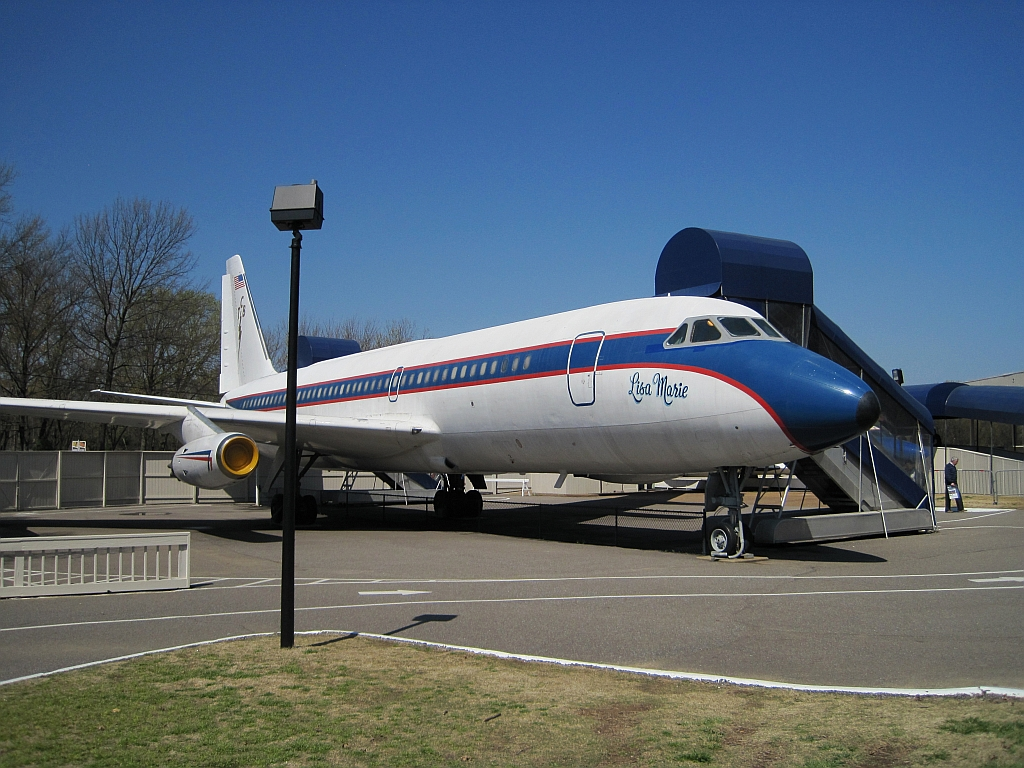
Il jet privato Lisa Marie di Presley, sulla coda sono dipinte le iniziali "TCB"

Presley e i suoi amici e dipendenti cominciarono anche ad utilizzare l'acronimo TCB che significa "Taking Care of Business" ("prendersi cura degli affari"). Presley fece anche dipingere la coda del suo jet privato con le iniziali "TCB" attraversate da un fulmine e regalava abitualmente braccialetti di oro e diamanti con il logo. La moglie di Elvis, Priscilla, aiutò con la creazione del logo durante un volo aereo in condizioni meteorologiche turbolente. Un fulmine attraversò il cielo davanti a loro e Elvis prese ispirazione dall'episodio. Priscilla fece uno schizzo del logo su un foglio di carta; posizionando le lettere e il fulmine in vari modi prima di trovare il design definitivo che piacesse ad entrambi.

## Opinioni esterne
Il giornalista di Rolling Stone William Otterburn-Hall descrisse gli uomini più vicini a Presley "come una mischia di calciatori sopra una palla vagante". Secondo Patrick Humphries, "erano le guardie del corpo, i babysitter, gli spacciatori, i procacciatori di ragazze, i compagni di giochi di Elvis." L'autore inoltre menziona altre funzioni dei ragazzi: "Vari membri della Memphis Mafia ... svolsero ruoli vitali nel nascondere a occhi indiscreti i numerosi segreti e vizi di Elvis. Un paio di loro erano stati arrestati con prescrizioni false nel tentativo di procurare pillole e droghe per Elvis, altri avevano riportato contusioni mentre lo proteggevano dai fan e nessuno veniva pagato più di 500 dollari a settimana. In aggiunta, quando il Re era di umore storto, venivano insultati, umiliati e derisi." Marty Lacker dichiarò: «Tutti avevano delle responsabilità assegnate loro ed erano ben lontani dall'essere sanguisughe, attaccabrighe o altro». «Avevano tutti un lavoro da fare in modo che Elvis potesse fare il suo e per quanto riguarda essere lì per i soldi, è ridicolo perché non c'era davvero molto a proposito per essere lì». Marty aggiunse: «La maggior parte di noi non era lì per i soldi, c'eravamo perché tenevamo tutti a Elvis e ci volevamo bene come fratelli».
La Memphis Mafia si occupava di svolgere compiti specifici nell'entourage di Elvis. Joe Esposito gestiva la cassa e si occupava della pianificazione degli spostamenti. Charlie Hodge suonava con Elvis, accompagnandolo con la chitarra acustica quando aveva voglia di cantare, e gli dava i foulard da gettare al pubblico e da bere durante i concerti degli anni settanta, oltre ad essere l'addetto all'ispezione del palco prima delle esibizioni. Lamar Fike si occupava delle luci di scena. Red e Sonny West erano le guardie del corpo di Elvis (Red West aveva anche talento come autore di canzoni, incluse alcune incise dallo stesso Elvis come If Everyday Was Like Christmas e Separate Ways). Marty Lacker era un supervisore del suono brutalmente onesto, Jerry Schilling dava consigli su quali impianti audio scegliere, ecc... e Billy Smith era il "tuttofare".

## Feste
Peter Guralnick scrisse che durante gli anni sessanta Elvis trascorreva tutti i giorni e le notti a spassarsela con i membri della Memphis Mafia: "Per Elvis e i ragazzi ... Hollywood era un invito aperto a fare festa tutta la notte. Qualche volta uscivano con Sammy Davis Jr., o andavano insieme a Bobby Darin al Cloister. Nick Adams e la sua gang erano ospiti fissi, per non parlare dell'eccentrico attore Billy Murphy, amico di lunga data di John Wayne e Robert Mitchum". Guralnick aggiunge che "il Colonnello scherzava dicendo che sembravano un gruppo di anziani, ma la Memphis Mafia divenne presto conosciuta in città quasi quanto il Rat Pack di Frank Sinatra" e che Elvis e i suoi ragazzi vivevano tutti "tra anfetamine e tranquillanti". Per Joe Esposito: «Era una festa che non ti puoi immaginare. Andare a uno show differente ogni sera, caricare un gruppo di ragazze poco dopo, e divertirsi fino alla sera successiva. Facevamo cene, andavamo a vedere Fats Domino, Della Reese, Jackie Wilson, The Four Aces, The Dominoes – tutti gli artisti di una volta. Non dormivamo mai, prendevamo tutti delle pillole per restare sempre svegli».

## Guardie del corpo, road manager e altre mansioni

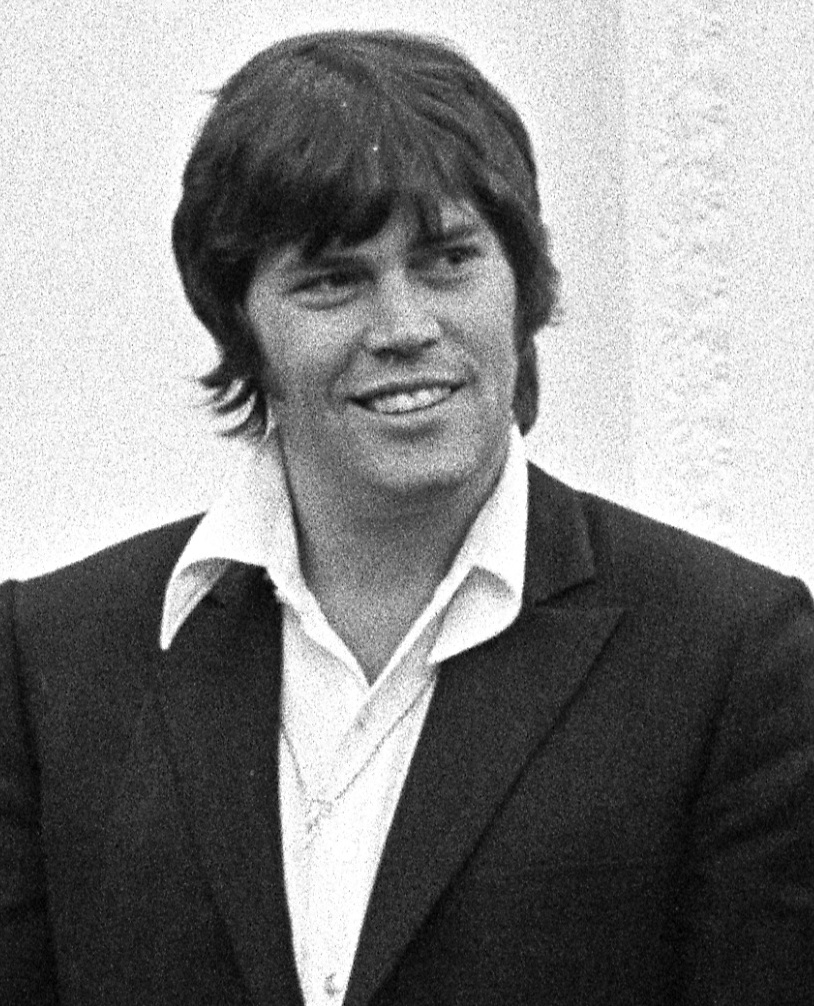
Sonny West alla Casa Bianca, dicembre 1970, durante la visita di Elvis a Richard Nixon

Quando Presley divenne una celebrità nel 1956, era costantemente circondato da fan adoranti e giornalisti, rendendogli di fatto impossibile avere uno stile di vita normale. Tuttavia, l'enorme fama di Presley gli permise anche alcuni privilegi non accessibili a tutti, specialmente nella sua città natale di Memphis. Per esempio, affittava un'intera sala cinematografica per vedere un film. Tra i nativi di Memphis, era noto soprattutto per aver affittato l'intero parco divertimenti Libertyland per andare sulle sue montagne russe preferite, le Zippin Pippin. Le agenzie specializzate e gli esperti di sicurezza delle celebrità non si erano ancora perfezionati all'epoca. Presley affrontò ripetute minacce di violenza fisica da parte di estremisti morali indignati e minacce di morte da parte di fanatici, come sarebbe poi accaduto quando si esibì a Las Vegas. Queste minacce furono taciute alla stampa per paura di innescarne ancora di più.
Sia per le sue esigenze di sicurezza che per il supporto nei tour, Presley assunse persone delle quali si poteva fidare e dipendere per gestire le sue apparizioni pubbliche. Questo staff incluse svariate persone nel corso degli anni, ma i principali furono Joe Esposito, Lamar Fike, Alan Fortas, Marty Lacker, Billy Smith, Richard Davis, Red West, Sonny West, Dave Hebler, Al Strada, Dott. Nick (medico personale), Larry Geller (parrucchiere e astrologo personale), Charlie Hodge, Jerry Schilling, Sam Thompson e Gene Smith.
Joe Esposito fu il capo road manager di Elvis per 17 anni. Anche Marty Lacker fu il principale aiutante personale di Elvis per diversi anni. Esposito e Lacker furono testimoni di nozze al matrimonio di Presley con Priscilla. Sonny West era il responsabile della sicurezza durante i concerti. Red West fu la guardia del corpo e l'autista personale di Elvis fino al 1976. Ogni Natale tutti i dipendenti di Presley ricevevano un bonus in denaro. Alcuni membri di questa cerchia ristretta divennero amici intimi che servirono come sostituti delle normali amicizie quotidiane che la fama di Presley non gli avrebbe consentito. Marty Lacker e il cugino di Elvis, Billy Smith, erano probabilmente i veri amici più stretti di Presley secondo alcuni nel gruppo. Noto per la sua generosità (attribuita dallo stesso Presley a un'infanzia povera), Elvis acquistò alcune case per questi dipendenti come regali di nozze e spesso acquistava delle Cadillac per dipendenti, parenti e amici.

## Influenza negativa su Elvis

### Presenza dell'entourage
Vernon, il padre di Elvis, iniziò gradualmente a perdere fiducia in molti membri della Memphis Mafia, arrivando anche a detestarne qualcuno, quando la situazione finanziaria di Elvis cominciò a deteriorarsi nel 1972. Il rapido declino economico di Presley era in parte conseguenza del suo divorzio da Priscilla, che venne finalizzato il 9 ottobre 1973, ma anche dell'esorbitante percentuale dei guadagni di Elvis che si prendeva il Colonnello Tom Parker. L'episodio più celebre di questa crescente insofferenza si ebbe il 13 luglio 1976, quando Vernon Presley licenziò in tronco i vecchi amici di Elvis Red West e Sonny West, oltre a Dave Hebler.
Vernon motivò il licenziamento adducendo ragioni prevalentemente economiche: «Le spese di Elvis stavano aumentando a un ritmo allarmante e ci sono state lamentele e minacce di azioni legali circa il modo in cui i West hanno interagito con i fan». Dopo essere stati alle dipendenze di Elvis per vent'anni, sia Red sia Sonny furono liquidati con sole poche settimane di trattamento di fine rapporto. Le loro richieste di parlare direttamente con Elvis del loro licenziamento e della liquidazione non furono accolte. Red West, Sonny West e lo stesso Elvis si sentirono traditi e, secondo quanto riferito, entrambe le parti rimasero sconvolte per i licenziamenti.
Quando Parker informò Elvis che i cugini West stavano scrivendo un libro "scandalistico" su di lui, che avrebbe incluso la rivelazione della dipendenza di Elvis dagli antidolorifici, il cantante si disse furioso oltre che "ferito", in quanto si sentiva tradito dai due vecchi amici. Elvis e Parker discussero di offrire ai due un accordo monetario in cambio della promessa scritta che il libro non sarebbe stato pubblicato e le loro esperienze con Elvis, sul palco e fuori, sarebbero rimaste confidenziali.
Tuttavia, non fu raggiunto alcun accordo, e quando Elvis ricevette una copia del libro intitolato Elvis: What Happened? (pubblicato il 12 luglio 1977), si preoccupò che la propria reputazione potesse soffrirne. Più di tutto, Elvis era preoccupato per sua figlia Lisa Marie, che sarebbe stata influenzata negativamente dal contenuto del libro. La pubblicazione del libro infastidì molto Elvis a livello personale e professionale durante le ultime due settimane della sua vita. In numerose conferenze stampa riguardanti Elvis: What Happened?, Red e Sonny West dichiararono di aver scritto il libro in parte per far capire a Elvis che la sua dipendenza dai farmaci lo stava (letteralmente) uccidendo. Affermarono anche che speravano che il loro libro avrebbe "scioccato" Elvis tanto da portarlo a cercare assistenza medica lontano da quelli che erano complici nel prescrivergli grandi quantità di medicinali.

### "Fratelli" sostitutivi
Notoriamente Elvis Presley passava gran parte del tempo insieme ai membri più stretti della Memphis Mafia. Erano come una grande famiglia e Elvis viveva in un "guscio protettivo", come in una "confraternita." Gerald Marzorati disse che Elvis "non sarebbe potuto andare da nessun'altra parte senza una falange di amici d'infanzia." Anche le ragazze con le quali usciva si lamentavano: «Ogni volta che eri con Elvis per la maggior parte eri con il suo entourage. Quei ragazzi erano sempre in giro». Secondo Billy Smith, molte volte Elvis si metteva a letto con lui e la moglie Jo, quando passavano la notte nella stanza di Lisa, in hotel in tournée, o nella roulotte nella proprietà di Graceland: «Restavamo tutti e tre lì a parlare per ore di tutto il mondo! A volte Elvis faceva un brutto sogno e veniva a cercarmi per avere qualcuno con cui parlare, e in realtà si addormentava nel nostro letto con noi. È successo molte volte, e per noi non c'era niente di strano».

### Giochi pericolosi
Quando affittavano il Rainbow Rollerdrome di Memphis, Elvis e i ragazzi della "Memphis Mafia" abitualmente giocavano a un gioco chiamato "Guerra", di cui Elvis era l'orgoglioso ideatore. C'erano due squadre, e l'obiettivo del gioco era quello di far cadere il maggior numero possibile di membri della squadra avversaria con qualsiasi mezzo. Un altro gioco si chiamava "Frusta". "L'idea di divertimento di Elvis era quella di un gioco eccitante che fosse il più pericoloso possibile", come il gioco che prevedeva fuochi d'artificio. "Alcuni della Memphis Mafia spesero oltre $15,000 in fuochi d'artificio, anche molto potenti e che potevano esplodere rapidamente e in modo imprevedibile. Poiché l'enfasi del gioco era sui fuochi d'artificio grandi e potenzialmente letali, tutti dovevano indossare tute dell'aeronautica più guanti, caschi e occhiali. Quando erano tutti ben vestiti, si dividevano in squadre blu e rossa e iniziavano a lanciare fuochi d'artificio contro l'altra squadra; Elvis riportò una grossa cicatrice sul collo a causa di un fuoco d'artificio, e uno dei suoi amici perse quasi un occhio."

## Membri principali
I membri regolari della Memphis Mafia erano:
- Red West

Ex compagno di scuola di Elvis. Ha contribuito molto alla sua carriera, non solo come amico e guardia del corpo, ma anche come autore di canzoni. Iniziò a lavorare per Elvis come autista nel 1955 e ha avuto ruoli secondari in quasi tutti i suoi film. Fu licenziato nel 1976 dal padre di Elvis, Vernon.
- Sonny West

È il cugino di Red West e aveva incontrato Elvis a scuola. Era responsabile della sicurezza e del parco auto e visse a Graceland per un po'. Ha anche avuto ruoli secondari in film come Kid Galahad e Stay Away, Joe. Il 21 dicembre 1970, accompagnò Elvis, insieme a Jerry Schilling, durante la sua visita a Richard Nixon alla Casa Bianca. Fu licenziato nel 1976 dal padre di Elvis, Vernon.
- Charlie Hodge

Musicista, incontrò Elvis per la prima volta il 19 settembre 1958 durante il servizio di leva. Dopo il servizio militare, visse a Graceland ed era quasi sempre intorno a Elvis. Ha avuto ruoli secondari in alcuni film di Elvis, inclusi Clambake e Charro!.
- Lamar Fike

Membro della Memphis Mafia dal 1957 al 1977, accompagnò Elvis nel suo soggiorno a Bad Nauheim, Germania. Si occupò anche del funerale di Elvis.
- Jerry Schilling

Ha fatto parte del gruppo dal 1964 al 1976. Schilling era il membro più istruito della Memphis Mafia ed ebbe anche un ruolo secondario nel film di Elvis The Trouble With Girls. Il 21 dicembre 1970, accompagnò Elvis, insieme a Sonny West, durante la sua visita a Richard Nixon alla Casa Bianca. Lasciò spontaneamente l'entourage di Elvis nel 1976, per non compromettere l'amicizia con lui.
- Joe Esposito

Era il road manager, la guardia del corpo e buon amico di Elvis. Viveva a Graceland ed era il più pagato del gruppo. Era presente anche quando Elvis fu trovato morto nel suo bagno a Graceland il 16 agosto 1977, e cercò di rianimarlo praticandogli un massaggio cardiaco, senza successo.
- Alan Fortas

Si era unito al gruppo mentre prestava servizio come guardia del corpo di Elvis nel 1958 durante le riprese del film King Creole. In seguito è diventato direttore del ranch di Elvis Presley, il Circle G Ranch.
- Marty Lacker

Un compagno di scuola di Elvis. Fu nella Memphis Mafia dal 1960 al 1967. Era il segretario di Elvis.
- Gene Smith

Cugino di Elvis, crebbero insieme sviluppando una forte amicizia. Nei primi tempi, Elvis si rivolgeva a Gene come compagno di viaggio. Andavano insieme dappertutto. Gene fu probabilmente la persona più vicina a Elvis nei primi anni. Nel 1962 Elvis e Gene ebbero un'accesa discussione e Gene lasciò la comitiva. Tuttavia, in anni successivi, andò a trovare Elvis a Graceland.
- Billy Smith

Altro cugino, Bill era il più giovane dei ragazzi. Billy era il preferito di Elvis. Egli diceva spesso di volersi assicurare che Billy crescesse diventando una brava persona. Billy restò con Elvis fino alla fine.

## Libri di ex membri della "Memphis Mafia"
Sin dalla fine degli anni settanta, alcuni ex membri della Memphis Mafia scrissero dei libri su Elvis. Il primo di questi, a forte tinta senzazionalistica, fu Elvis: What Happened? che uscì nel 1977 poco tempo prima della morte di Elvis. Questo era stato scritto da Steve Dunleavy basandosi sui racconti dei cugini Sonny e Red West, ex dipendenti di Presley. In esso sono raccontati gli anni di abuso di farmaci e medicinali da parte di Presley che alla fine portarono alla sua morte. I cugini West erano stati licenziati l'anno precedente, ma non da Elvis in persona, bensì da suo padre Vernon. Per Vernon il libro fu la prova della sua sfiducia e antipatia di lunga data non solo per quei due ma per l'intera Memphis Mafia. Persino George Klein, da sempre molto critico verso gli ex membri del gruppo che avevano scritto dei libri su Elvis, finì per pubblicarne uno anche lui. Nel 2007 Sonny West pubblicò Elvis: Still Takin' Care of Business, uno sguardo più dolce al suo rapporto con Presley.

### Lista dei libri
- Elvis: What Happened? di Red West, Sonny West e Dave Hebler (a cura di Steve Dunleavy) (1977) Bantam Books (ISBN 0345272153)
- Elvis: Portrait of a Friend di Marty Lacker, Patsy Lacker e Leslie S. Smith (1980) (ISBN 0553138243)
- Me' n Elvis di Charlie Hodge (1988) Castle Books, (ISBN 0-91669300-7)
- Elvis, From Memphis To Hollywood di Alan Fortas (1992) Popular Culture, Ink., (ISBN 1-56075-026-X)
- Good Rockin' Tonight : Twenty Years On The Road And On The Town With Elvis di Joe Esposito,(1994) Simon & Schuster (ISBN 0-671-79507-4)
- Elvis' Man Friday di Gene Smith (1994) (ISBN 0-9642566-0-6)
- Elvis Aaron Presley: Revelations from the Memphis Mafia di Alanna Nash, Billy Smith (contributo), Marty Lacker (contributo), Lamar Fike (contributo) – HarperCollins (1995) (ISBN 0060176199)
- Elvis: Still Taking Care of Business di Sonny West con Marshall Terrill Triumph Books (ISBN 978-1-57243-939-9)
- Me and a Guy Named Elvis: My Lifelong Friendship with Elvis Presley di Jerry Schilling, Chuck Crisafulli (17 agosto 2006) Gotham Books (ISBN 1-59240-231-3)
- Remember Elvis prodotto da Joe Esposito e Daniel Lombardy, (2006) TCBJOE Publishing (ISBN 0977894525)